# Carex limosa
Espèce
Classification phylogénétique
Statut de conservation UICN

 LC  : Préoccupation mineure
Carex limosa est une espèce de plantes du genre Carex et de la famille des Cyperaceae. Cette espèce est appelée « Laîche des bourbiers », « Laîche des tourbières » ou encore « Laîche des vases ».
C'est une plante aquatique ou de rivage. On la retrouve le plus souvent dans les marais ou les tourbières de montagne. Elle se répartit à travers l'Amérique du Nord et l'Eurasie. Le carex limosa a un grand rhizome et des racines velues. La tige mesure en général à peu près 50 centimètres et possède quelques feuilles à sa base. Le bout de la tige est souvent occupé par un épillet staminé, et au-dessous de celui-ci un ou plusieurs épillets pistillés, et quelques épillets peuvent avoir les pièces masculines et femelles à la fois.
Carex limosa est une espèce protégée sur l'ensemble du territoire français par arrêté du 20 janvier 1982.

## Synonymes
- Trasus limosus (L.) Gray
- Facolos limosa (L.) Raf.
- Carex elegans Willd.
- Carex fuscocuprea (Kük.) V.I.Krecz.
- Carex glaucocarpa St.-Lag.
- Carex laxa Dewey (Un nom illégitime, à ne pas confondre avec Carex laxa Wahlenb., nom valide d'une tout autre espèce)